# ریو هیروهاشی
ریو هیروهاشی (انگلیسی: Ryō Hirohashi; ۵ اوت ۱۹۷۷ – ) صداپیشه اهل ژاپن بود. وی از سال ۲۰۰۲ میلادی تاکنون مشغول فعالیت بوده‌است.